# Menkere
Menkere (rusky Менкере, jakutsky Мэҥкэрэ) je řeka v Jakutské republice v Rusku. Je dlouhá 402 km. Plocha povodí měří 15 900 km².

## Průběh toku
Vzniká soutokem řek Synča a Ňolan, které pramení na hřbetu Orulgap v soustavě Verchojanského hřbetu. Na horním toku má horský charakter a na dolním toku je značně členitá. Ústí zprava do Leny.

## Vodní režim
Zdrojem vody jsou sněhové a dešťové srážky.